# 野坂年晴
野坂 年晴 （のさか としはる、天保14年4月10日〈1843年5月9日〉 - 没年不明）とは、明治時代の浮世絵師。

## 来歴
月岡芳年の門人。本名は野坂銀次郎、東京の人。明治15年（1882年）10月の『絵画出品目録』に「号年晴　野坂銀次郎」の名が見られ、2点の作を出品している。明治16年刊行の『明治画家略伝』は住所を「京橋区中橋広小路丁八番地」としているが、芳年が浅草須賀町に住んでいた明治19年頃、27名の門人宛に出した書状（芳年門人一覧）には「日本橋区榑正町八番地　野坂年晴殿」とある。その他の経歴や作については不明。